# ويستون جارفيس
ويستون جارفيس (بالإنجليزية: Weston Jarvis)‏ هو سياسي بريطاني (وحمل سابقاً جنسية المملكة المتحدة لبريطانيا العظمى وأيرلندا)، ولد في 26 ديسمبر 1855، وتوفي في 31 أكتوبر 1939. حزبياً، نشط في حزب المحافظين. في الانتخابات الفرعية في مجلس العموم البريطاني ‏، انتخب عضو برلمان المملكة المتحدة الـ24 عن دائرة King's Lynn (UK Parliament constituency) ‏ (25 أغسطس 1886 – 28 يونيو 1892).